# 43 (liczba)
43 (czterdzieści trzy) – liczba naturalna następująca po 42 i poprzedzająca 44.
Jest jedną z liczb pierwszych. Razem z liczbą 41 tworzy parę liczb bliźniaczych.

## 43 w nauce
- liczba atomowa technetu
- obiekt na niebie Messier 43
- galaktyka NGC 43
- planetoida (43) Ariadne

## 43 w kalendarzu
43. dniem w roku jest 12 lutego. Zobacz też co wydarzyło się w 43 roku n.e.